# Handwerkskammer Reutlingen
Die Handwerkskammer Reutlingen wurde – wie 70 andere Handwerkskammern auch – im Jahr 1900 gegründet; die Handwerkskammer Reutlingen selbst wurde im November 1900 gegründet. Grundlage war das „Gesetz, betreffend die Abänderung der Gewerbeordnung. Vom 26. Juli 1897“. Die Handwerkskammer Reutlingen ist eine von inzwischen 53 Handwerkskammern in Deutschland und hat über 13.000 Mitgliedsbetriebe mit etwa 80.000 Beschäftigten in den fünf Landkreisen Freudenstadt, Reutlingen, Sigmaringen, Tübingen und Zollernalb. Sie hat ihren Sitz in Reutlingen und übernimmt unter anderem hoheitliche Aufgaben des Staates.

## Organisation

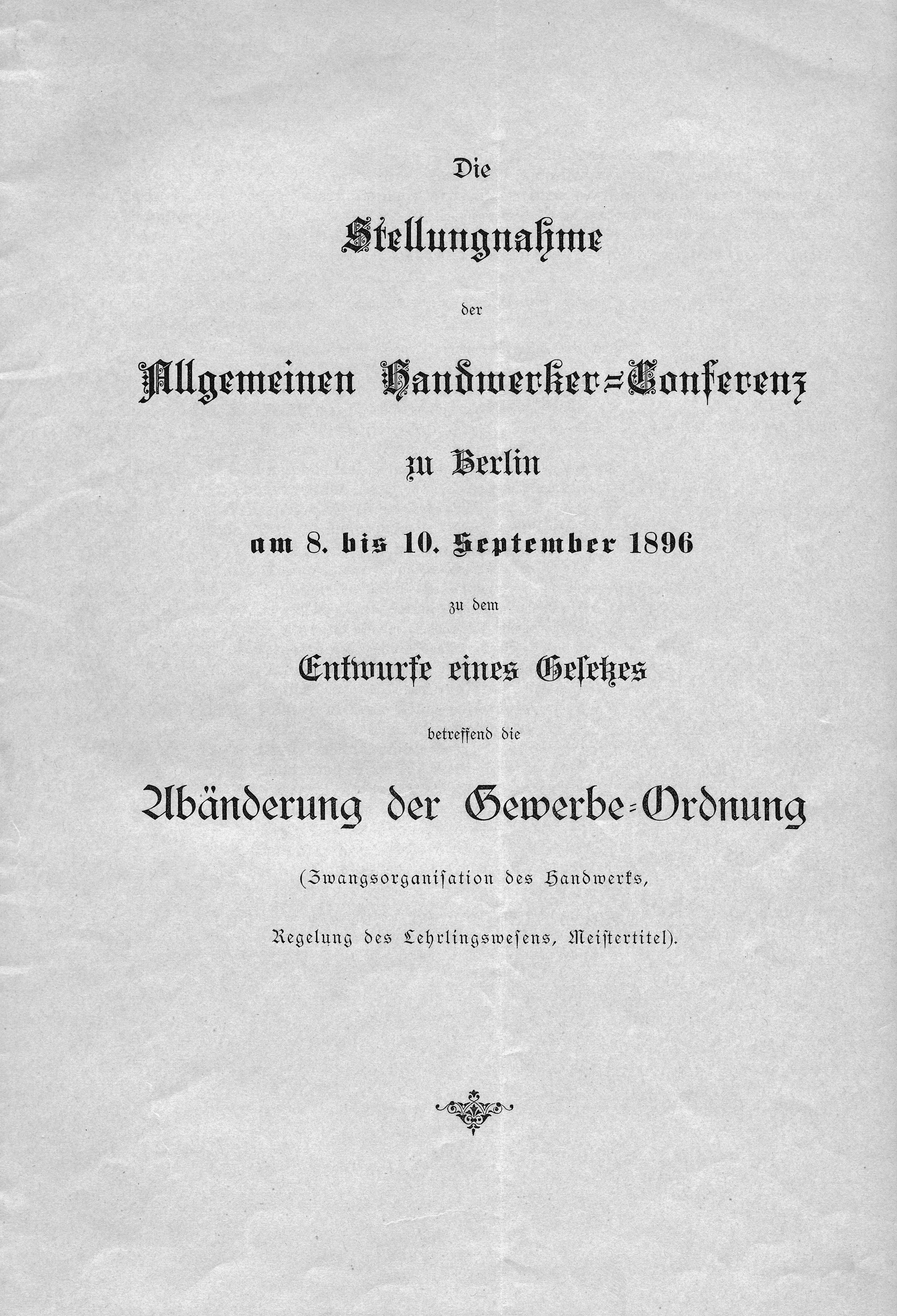
Stellungnahme der Allgemeinen Handwerker-Konferenz zu Berlin am 8. bis 10. September 1896 zu dem Entwurf eines Gesetzes betreffend die Abänderung der Gewerbe-Ordnung

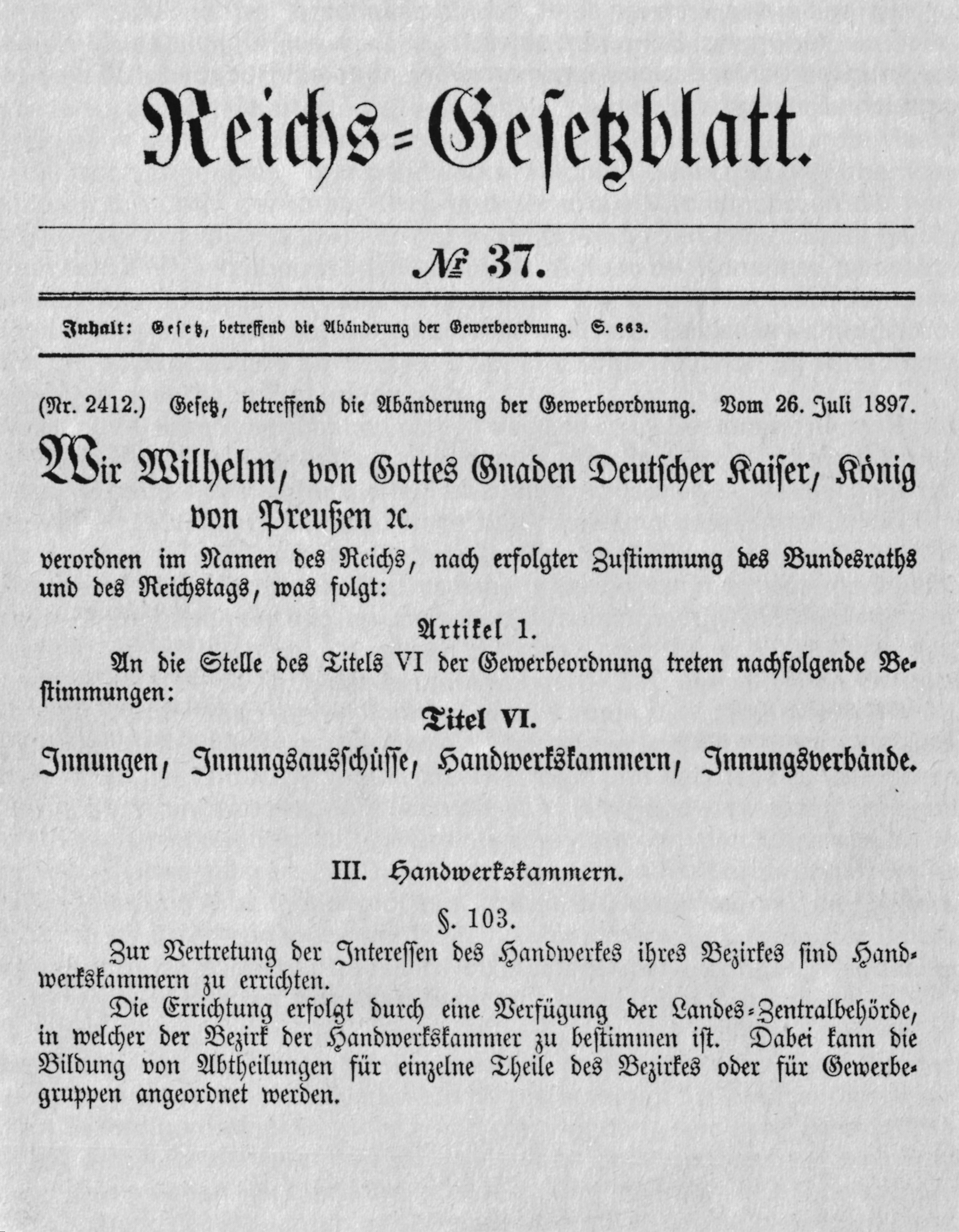
Das Gesetz zur Änderung der Gewerbeordnung aus dem Jahr 1897

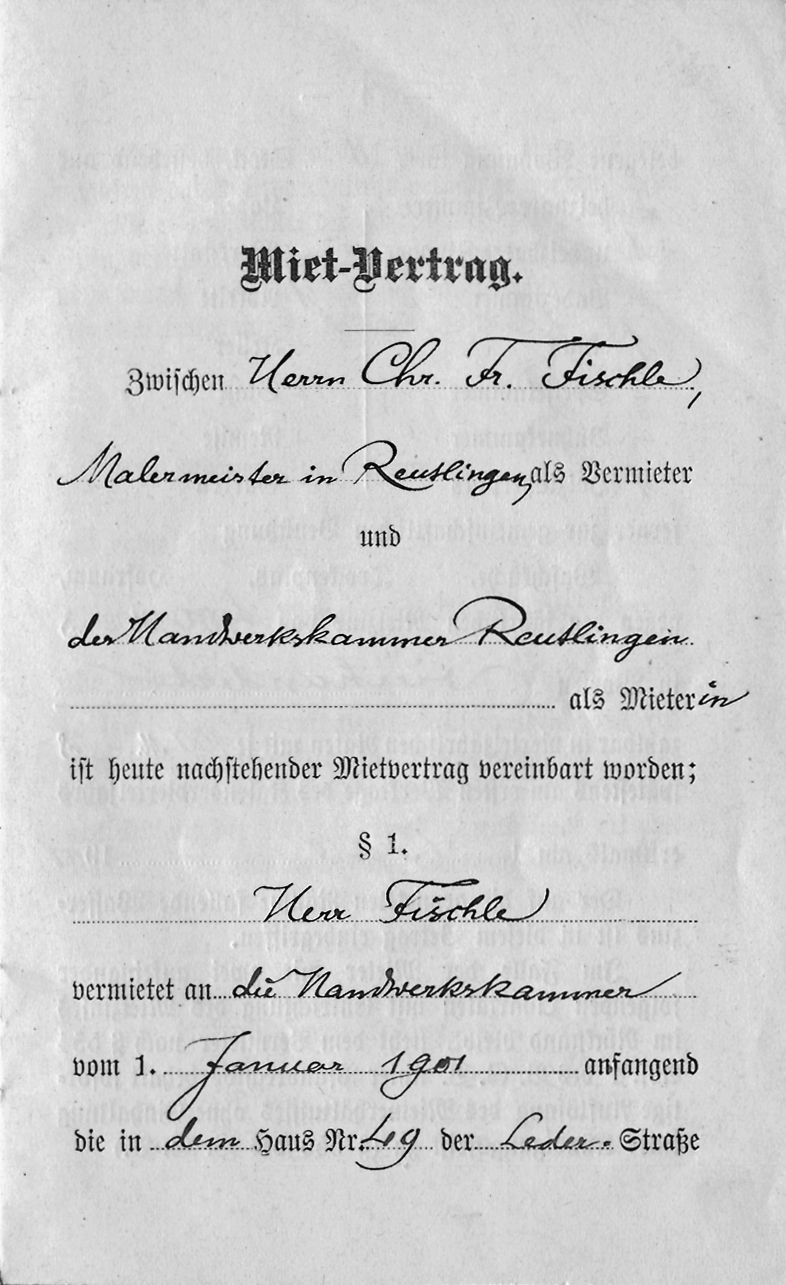
Mietvertrag für Räume für die Handwerkskammer Reutlingen aus dem Jahr 1901

Die Handwerkskammer Reutlingen ist eine Körperschaft des öffentlichen Rechts. Ihre Organe sind Vollversammlung, Vorstand und Führungsspitze. Die Mitglieder der Handwerkskammer – die Betriebe im Kammerbezirk – entsenden ihre Vertreter in das Parlament des Handwerks in der Region: die Vollversammlung, die aus 39 Personen besteht. 26 Vollversammlungsmitglieder vertreten die Selbständigen und 13 die Arbeitnehmer.
Die Drittelparität der Vollversammlung von Handwerkskammern ist in § 93 der Handwerksordnung festgehalten und markiert so einen Unterschied zum Aufbau der Industrie- und Handelskammern. Die Vollversammlung der Handwerkskammer Reutlingen wählt aus ihrer Mitte wiederum den Vorstand, der aus dem Präsidenten, zwei Vizepräsidenten (davon einer von der Arbeitnehmerseite) und sechs weiteren Mitgliedern besteht.
Auch die Geschäftsführung, die aus hauptamtlichen Mitarbeitern der Handwerkskammer besteht, wird von der Vollversammlung gewählt. Der Vorstand ist für die Verwaltung der Handwerkskammer verantwortlich. Nach außen wird die Handwerkskammer durch den Präsidenten und den Hauptgeschäftsführer vertreten.
Der amtierende Präsident der Handwerkskammer Reutlingen ist Alexander Wälde, der von der Vollversammlung am 20. November 2024 zum Präsidenten gewählt wurde. Hauptgeschäftsführerin der Handwerkskammer Reutlingen ist Christiane Nowottny; sie wurde am 17. Juli 2023 gewählt und trat ihr Amt am 1. April 2024 an.
Der Kammerbezirk der Handwerkskammer Reutlingen umfasst die fünf Landkreise Freudenstadt, Reutlingen, Sigmaringen, Tübingen und Zollernalb, in denen über 13.800 Handwerksbetriebe mit zirka 80.000 Beschäftigten angesiedelt sind. Ihren Sitz hat sie in Reutlingen.
Die Handwerkskammer Reutlingen ist Mitglied beim Baden-Württembergischen Handwerkstag (BWHT) als der Dachorganisation des baden-württembergischen Handwerks (Mitglieder sind die Handwerkskammern, die Landesfachorganisationen (Landesinnungsverbände/Landesinnungen) des Handwerks in Baden-Württemberg und Zusammenschlüsse anderer wirtschaftlicher, sozialer und kultureller Einrichtungen, die vorwiegend dem Handwerk dienen) und im Zentralverband des Deutschen Handwerks (ZDH). Zudem gehört sie handwerkskammer.de an, einem Zusammenschluss aller Handwerkskammern in Deutschland.

## Aufgaben
Die Handwerkskammer Reutlingen erbringt eine Vielzahl von Aufgaben für ihre Mitglieder, die mit den Stichworten Interessenvertretung, Beratung und Verwaltung zusammengefasst werden können. Diese Aufgaben sind gesetzlich in der Handwerksordnung festgelegt. Die Handwerkskammer Reutlingen ist die Selbstverwaltungsorganisation der regionalen Handwerkswirtschaft, und sie übernimmt hoheitliche Aufgaben des Staates. Darunter fallen das Führen der Handwerksrolle und des Verzeichnisses der handwerksähnlichen Gewerbe (Anlage A, B1 und B2 der Handwerksordnung).
Die Handwerkskammer Reutlingen versteht sich als modernes Dienstleistungszentrum des Handwerks, das die Interessen der angeschlossenen Unternehmen und der im Handwerk Beschäftigten wahrnimmt, sie bündelt und nach außen hin vertritt. So sorgt sie für eine gemeinsame und solidarische Vertretung der Anliegen aller Handwerker in Politik und Öffentlichkeit. In einer Zeit, in der sich das alltägliche Erscheinungsbild dieses Wirtschaftszweiges ändert und sich das Anforderungsprofil an die Beschäftigten in Theorie und Praxis immer rascher wandelt, gehört es zu ihren essentiellen Aufgaben, diese Entwicklungen rasch zu erkennen, geeignete Hilfestellungen zu entwickeln und im Interesse des Handwerks zu reagieren.

## Beratungsangebot
Es zählt zu den zentralen Aufgaben der Handwerkskammer Reutlingen, umfassende Beratung anzubieten. Diese Beratung ist für Mitgliedsfirmen kostenlos, ebenso wie eine Vielzahl von aktuellen Informationsveranstaltungen.
Schwerpunkte sind die Ausbildungsberatung, die betriebswirtschaftliche Beratung, die Rechtsberatung sowie die Beratung zu Fragen von Technologie, Innovation und Umwelt.
Dabei bemüht sich die Kammer, ihr Angebot ständig weiter auszubauen. So eröffnete sie im Juli 2007 ein Starter-Center, in dem Existenzgründer nicht nur beraten werden, sondern auch alle zur Gründung notwendigen Formalitäten in einem Schritt erledigen können.

## Aus- und Weiterbildung
Die Handwerkskammer Reutlingen ist Ansprechpartner sowohl für Auszubildende als auch Ausbildende. In einer umfangreichen und ständig aktualisierten Praktika- und Lehrstellenbörse im Internet bietet sie schnellen Zugriff auf freie Stellen und berät bei allen Fragen rund um Aus- und Weiterbildung.
Ihre Bildungsakademie mit den drei Zentren in Reutlingen, Sigmaringen und Tübingen übernehmen wichtige Aufgaben in der beruflichen Qualifikation sowohl im Bereich der Aus- als auch der Weiterbildung. An der Bildungsakademie Tübingen besuchen Lehrlinge im Handwerk die so genannte Überbetriebliche Ausbildung (ÜBA), in der praktische Lehrinhalte in mehrwöchigen Kursen vertieft und trainiert werden.
Zweiter Schwerpunkt der Bildungsakademien ist die berufliche Weiterbildung. In Meisterkursen und Fortbildungen werden jährlich gut 10.000 Teilnehmer qualifiziert. Die Kurse reichen von A wie „Allgemeine Geschäftsbedingungen für Handwerksbetriebe“ bis zu Z wie „Zurück in den Friseurberuf“ und liefern so einen wichtigen Beitrag für die Zukunftssicherung im Handwerk.

## Personen
Präsidenten
- 1900–1907: Friedrich Fischle
- 1907–1922: Karl Vollmer
- 1922–1933: Otto Henne
- 1933–1939: Philipp Baetzner
- 1939–1943: Eugen Vogt
- 1943–1945: Gauwirtschaftskammer
- 1945–1974: Alfred Geisel
- 1974–1984: Ernst-August Karrer
- 1984–1999: Günter Hecht
- 1999–2014: Joachim Möhrle
- 2014–2024: Harald Herrmann
- seit 2024: Alexander Wälde

Geschäftsführer und Hauptgeschäftsführer
- 1901–1905: Geschäftsführer Rudolf Dietrich
- 1906–1911: Geschäftsführer Hans Freytag
- 1911–1922: Geschäftsführer Karl Hermann
- 1922–1956: Syndikus Hermann Eberhardt
- 1956–1987: Hauptgeschäftsführer Herbert Beyer
- 1987–2007: Hauptgeschäftsführer Roland Haaß
- 2007–2024: Hauptgeschäftsführer Joachim Eisert
- seit April 2024: Hauptgeschäftsführerin Christiane Nowottny